# Fort Worth Zoo
Koordinaten: 32° 43′ 19″ N, 97° 21′ 24″ W
Der Fort Worth Zoo ist der Zoo der Stadt Fort Worth im US-Bundesstaat Texas. Er ist Mitglied der Association of Zoos and Aquariums (AZA).

## Geschichte
Zur Eröffnung des Fort Worth Zoos im Jahr 1909 bestand die Anzahl der ausgestellten Tiere lediglich aus einem Löwen, zwei jungen Bären, einem Alligator, einem Kojoten, einem Pfau und ein paar Kaninchen. Seit der Eröffnung bis zum Jahr 1991 war der Zoo im Besitz und im Betrieb der Stadt Fort Worth. Zusätzlich wurde die Zoological Society gegründet, um ergänzende finanzielle Mittel zu beschaffen, die zum Erwerb weiterer Tiere benötigt wurden. Diese Gesellschaft wurde in Fort Worth Zoological Association umbenannt und übernahm im Oktober 1991 vertraglich die Verwaltung des Zoos. Seit dieser Zeit werden die Anlagen ständig den aktuellen Erfordernissen der Tierhaltung angepasst und neue Anlagen errichtet.

## Tierbestand
Anfang 2021 lebten im Fort Worth Zoo ca. 7000 Tiere in über 540 Arten, darunter 72 Säugetierarten, 148 Vogelarten und 172 Ektothermarten. Es wird schwerpunktmäßig darauf geachtet, gefährdete Arten zu erhalten und Tiere in Gefangenschaft zu züchten. Nachfolgende Bilder zeigen einige ausgewählte Säugetierarten.

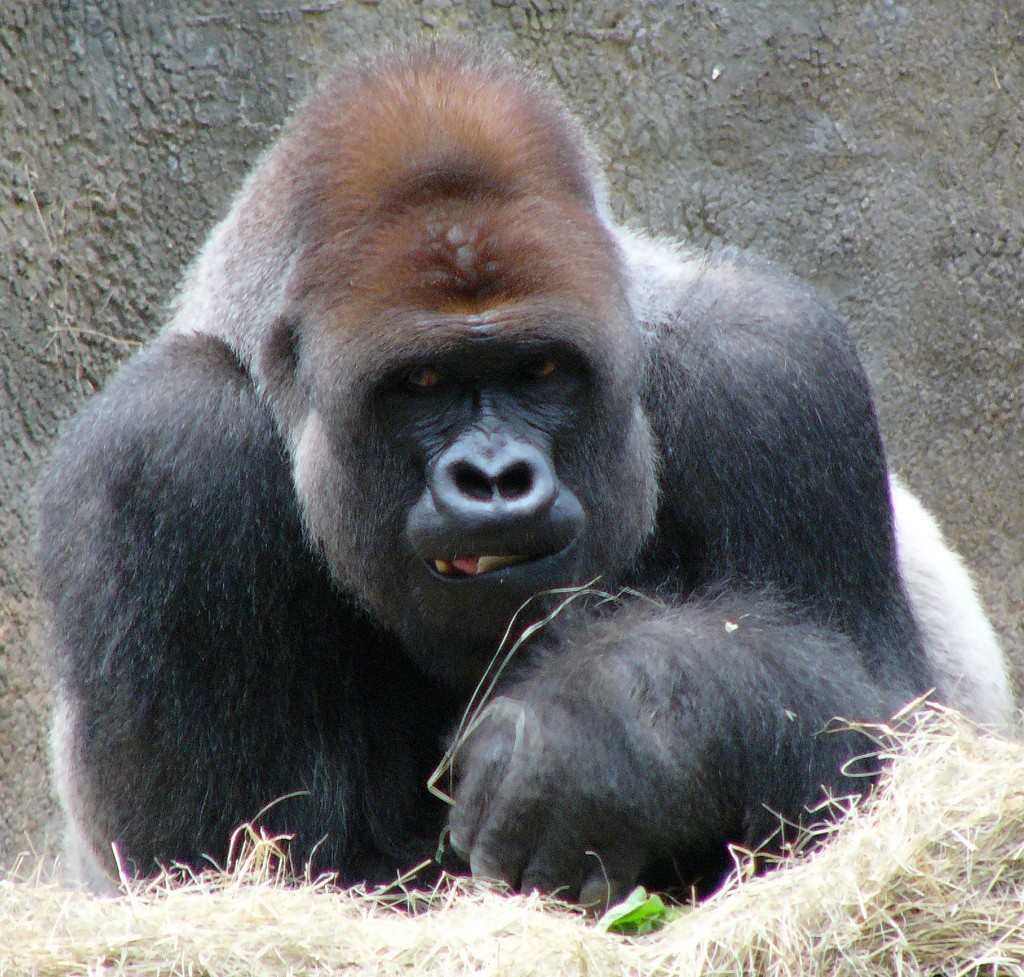
Westlicher Gorilla (Gorilla gorilla)
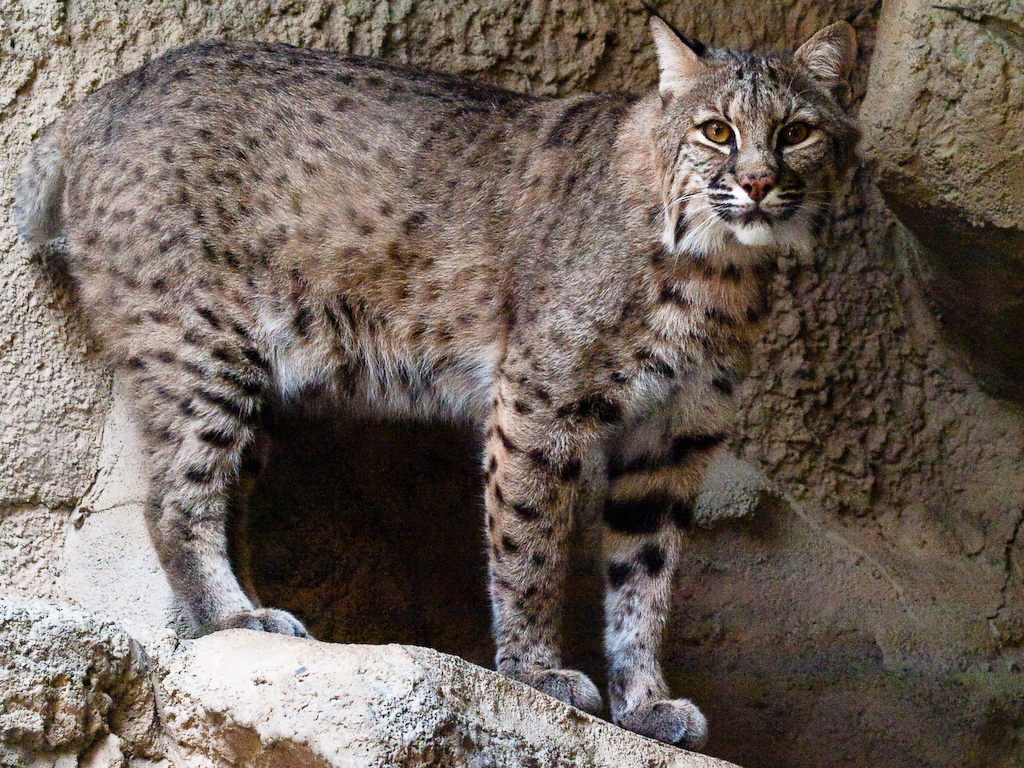
Rotluchs (Lynx rufus)
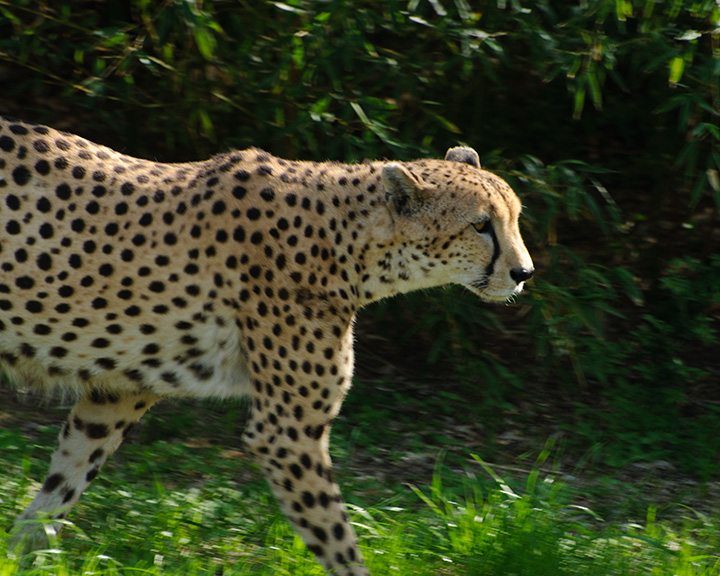
Gepard (Acinonyx jubatus)
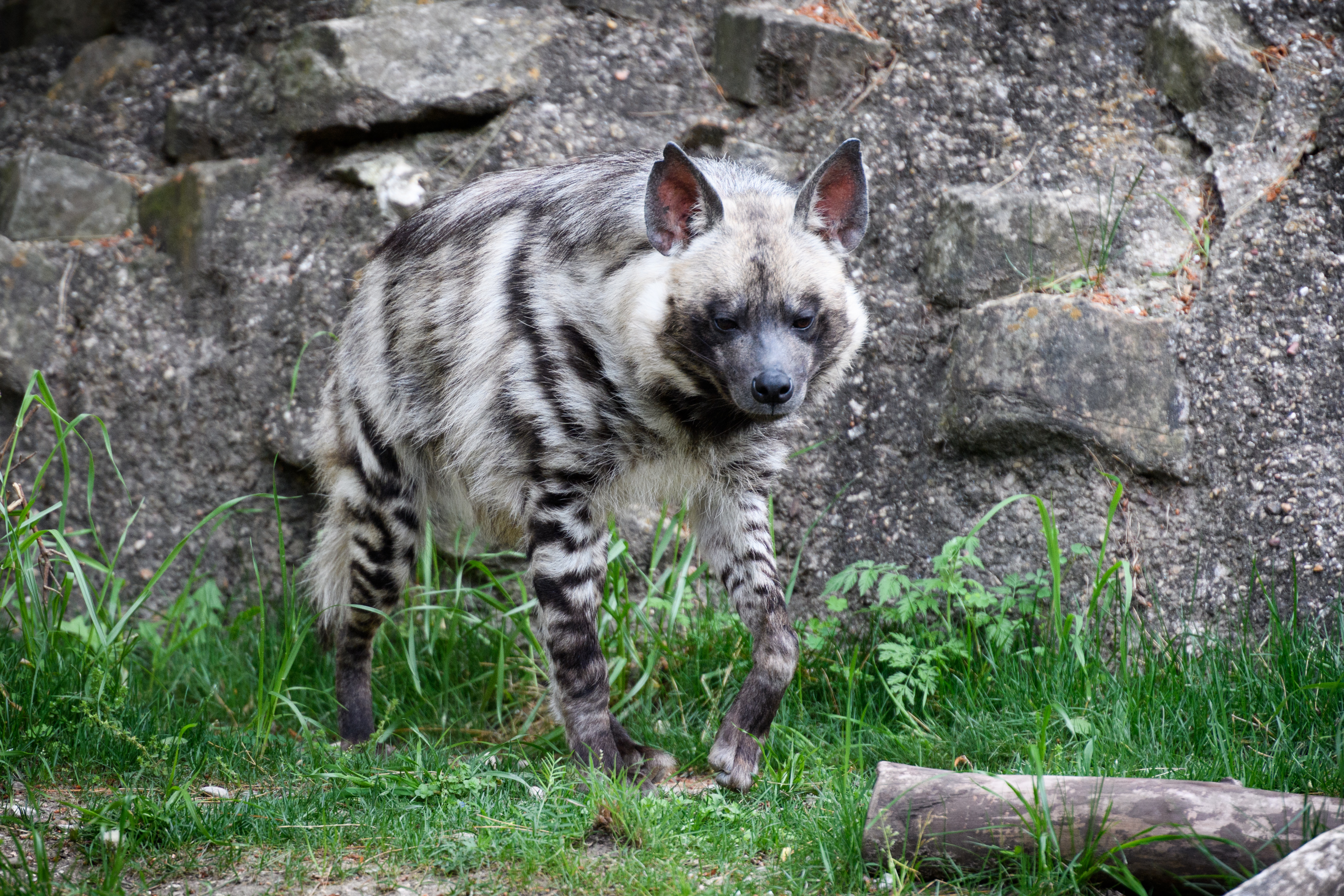
Streifenhyäne (Hyaena hyaena)
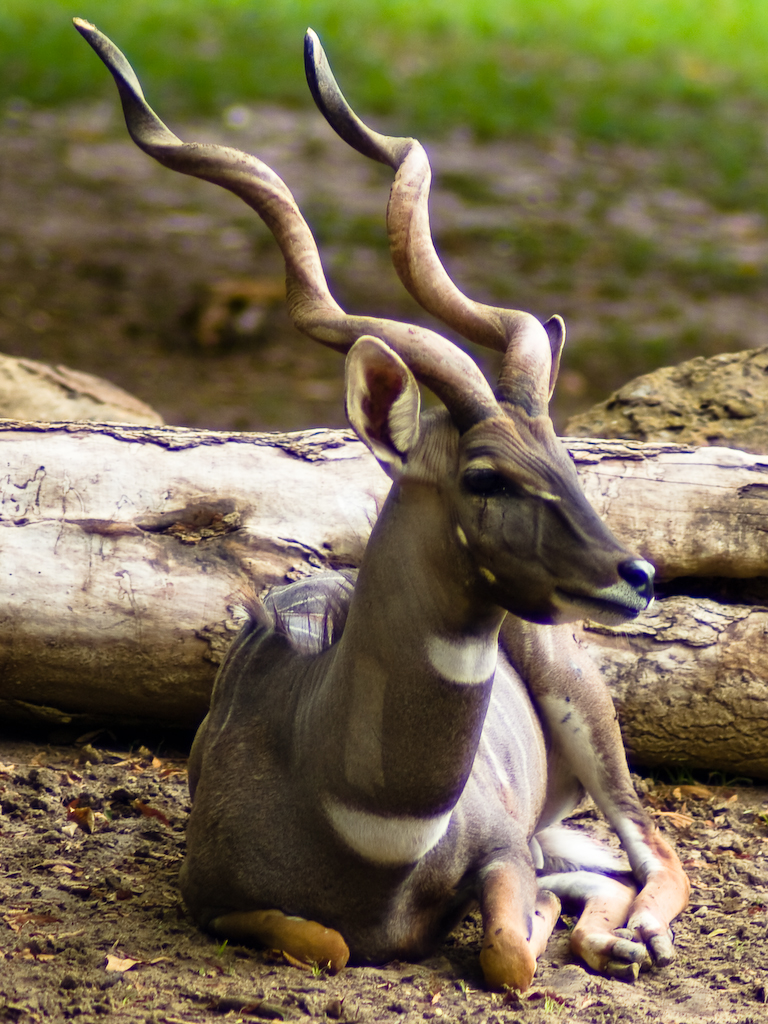
Kleiner Kudu (Ammelaphus imberbis), Männchen
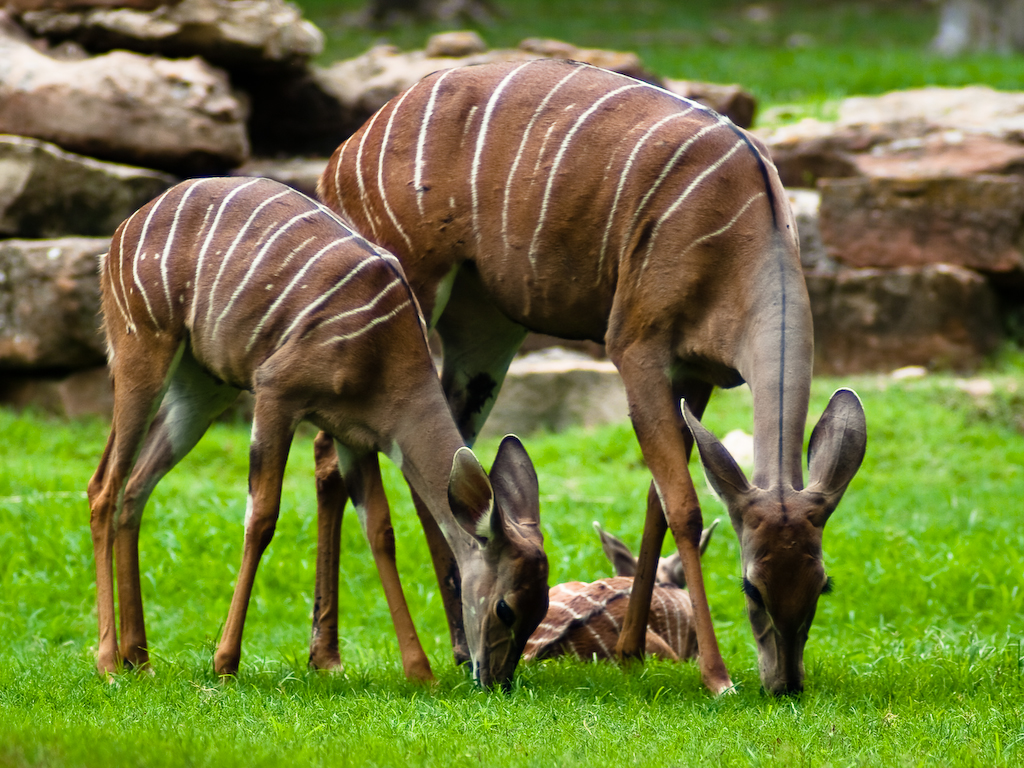
Kleiner Kudu (Ammelaphus imberbis), Weibchen
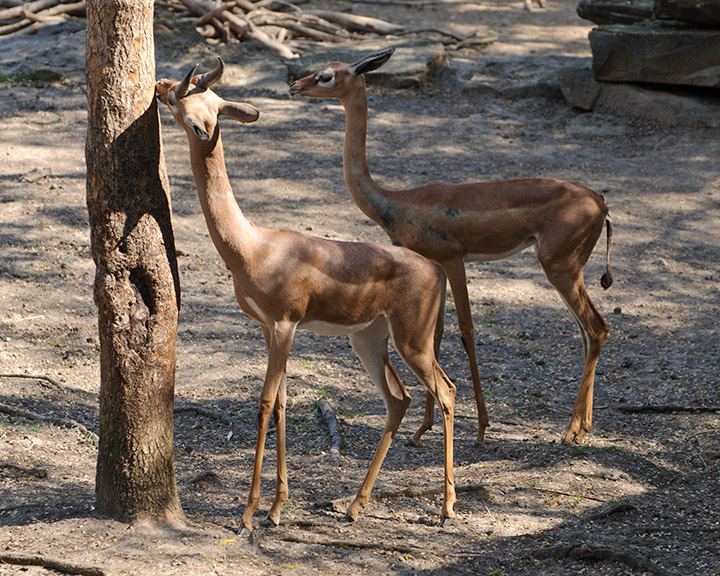
Giraffengazellen (Litocranius)
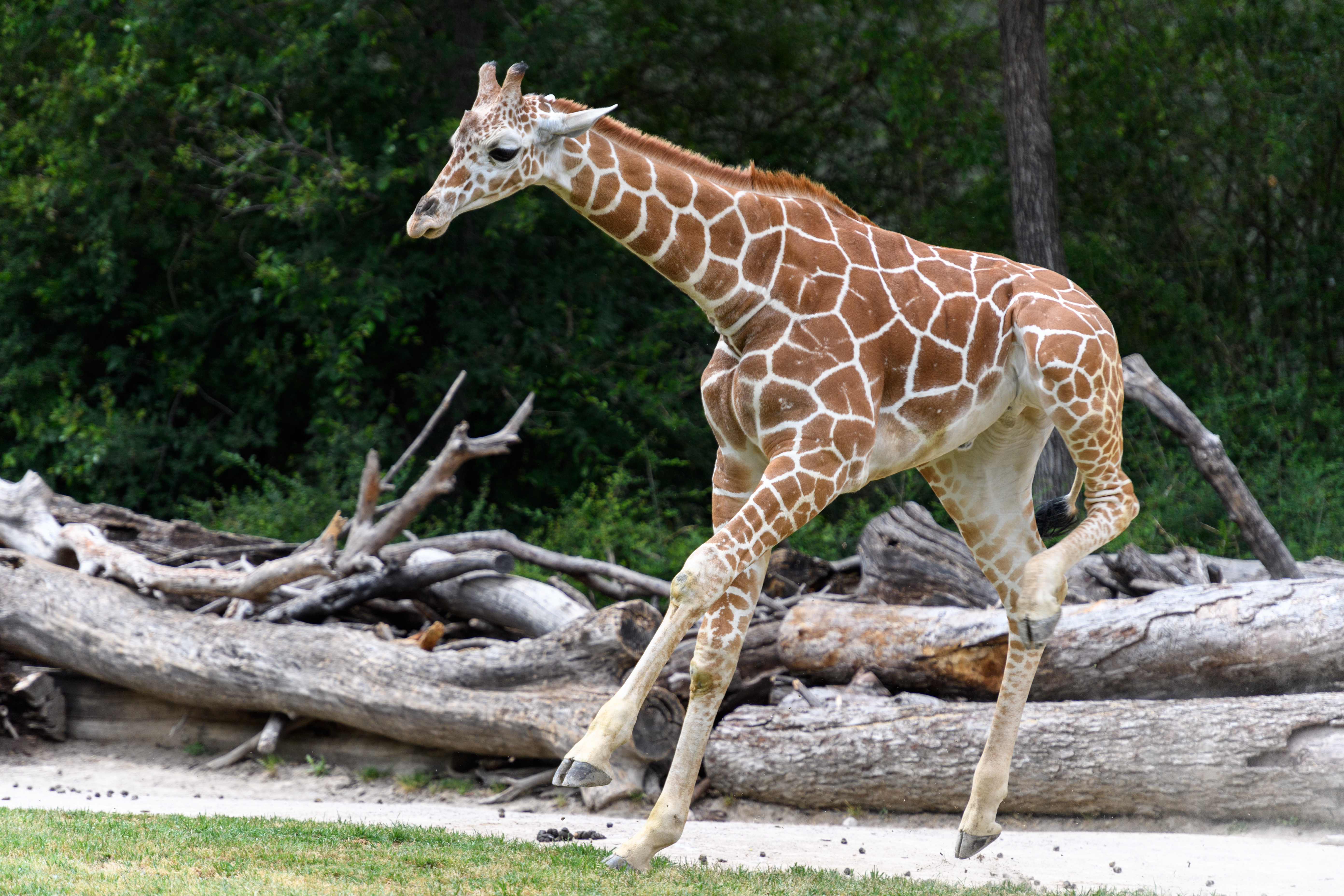
Giraffe (Giraffa), Jungtier

## Anlagenkonzept
Der Fort Worth Zoo unterteilt die meisten  seiner Anlagen nach geographischen Gesichtspunkten oder nach Sektionen, in denen Individuen einer Tierfamilie zusammengefasst sind. Die Hauptabteilungen sind: World of Primates, Raptor Canyon, Cheetahs, African Savanna, Elephant Springs, Flamingo Bay, Penguins, Parrot Paradise, Meerkat Mounds, Australian Outback/Great Barrier Reef und Texas Wild!.
2010 wurde als Ersatz für ein Reptilienhaus aus den 1960er Jahren ein Herpetarium eröffnet. Dieses, auch architektonisch und kunsthistorisch sehr  attraktiv gestaltete Gebäude wird als The Museum of Living Art (MOLA) bezeichnet, umfasst eine Gesamtfläche von 2,800 m² und zeigt mehr als 5000 Amphibien und Reptilien.

## Arterhaltungsprogramme
Der Fort Worth Zoo beteiligt sich an vielen Arterhaltungsprogrammen. Es werden lokale Programme in Texas, nationale in den USA einschließlich ihrer Außengebiete sowie internationale Projekte unterstützt.

### Arterhaltungsprogramme in Texas
Die folgenden Arten werden mit Zuchten und Auswilderungsprogrammen besonders intensiv unterstützt: Texas Horned Lizard (Texas-Krötenechse) (Phrrynosoma cornutum), Texas kangaroo rat Texas-Kängururatte (Dipodomys elator),
Pecos pupfish Pecos-Wüstenkärpfling (Cyprinodon pecosensis), Houston toad (Houston-Kröte) (Anaxyrus houstonensis) sowie die zu den Fluss- und Teichmuscheln (Unionidae) zählende Texas Freshwater mussel Truncilla macrodon.
Das Monarchfalter-Monitoring-Projekt (Danaus plexippus) entlässt markierte Schmetterlinge in die Freiheit, um weitere Erkenntnisse über das Wanderverhalten der Falter zu gewinnen. In speziell im Zoo angelegten pollinator gardens wird außerdem die Übertragung von Pollen durch die Falter untersucht.

### Nationale Arterhaltungsprogramme

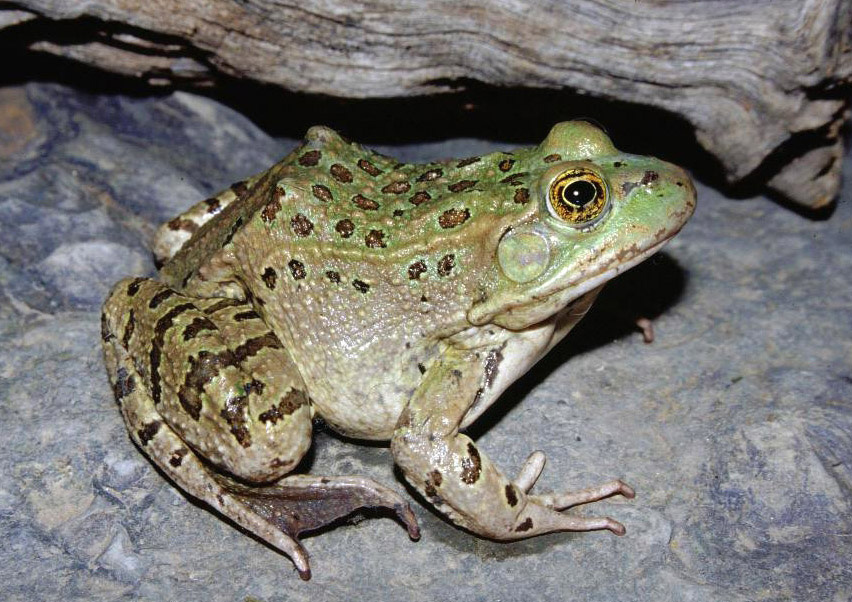
Lithobates chiricahuensis

Ein spezielles Anliegen des Fort Worth Zoos ist die Zucht und Auswilderung des zu den Echten Fröschen (Ranidae) zählenden Chiricahua leopard frog (Lithobates chiricahuensis). Der Zoo hält eine große Anzahl an Chiricahua-Leoparden-Fröschen aus verschiedenen Gegenden, um in Zusammenarbeit mit den United States Fish and Wildlife Service und dem New Mexico Department of Game and Fish eine Wiedereinführung in New Mexico zu ermöglichen. Zwischen 2016 und 2021 wurden bereits mehr als 1587 Kaulquappen aus dem Zoo wieder in die Wildnis überführt. In einem Forschungsprojekt mit der Mississippi State University wurden Methoden zur Kryokonservierung des Spermas der Frösche entwickelt. Außerdem wurden hormonelle Wege zur Stimulierung der Geburtseinleitung erforscht.
Weitere Arterhaltungsprogramme  werden für die Louisiana pine snake (Pituophis ruthveni), die Virgin Islands tree boa (Chilabothrus monensis), die Puerto Rican crested toad (Peltophryne lemur) sowie den Puerto Rico harlequin butterfly
(Atlantea tulita) durchgeführt.

### Internationale Arterhaltungsprogramme
Bei den internationalen Schutzprogrammen engagiert sich der Fort Worth Zoo in erster Linie für den Erhalt verschiedener Leguanarten (Iguanidae). Eine enge Partnerschaft besteht mit dem British Virgin Island’s National Parks Trust zum Erhalt von Anegada iguana, dem Anegada Grundleguan (Cyclura pinguis). Mehrere im Zoo gezüchtete Anegada Grundleguane konnten bereits erfolgreich ausgewildert werden. Weitere Programme betreffen den Jamaika-Leguan (Cyclura collei), den Roatan-Leguan (Ctenosaura oedirhina) sowie den Turks-und-Caicos-Leguan (Cyclura carinata).